# Rhododendron crassimedium
Rhododendron crassimedium är en ljungväxtart som beskrevs av Pui Cheung Tam. Rhododendron crassimedium ingår i släktet rododendron, och familjen ljungväxter. Inga underarter finns listade i Catalogue of Life.